# Country Music Association Awards 2024
O Country Music Association Awards 2024, anunciado como 58º CMA Awards, foi realizado em 20 de novembro de 2024, na Bridgestone Arena, em Nashville, Tennessee, nos Estados Unidos. A cerimônia foi apresentada novamente pelo cantor de música country Luke Bryan e pelo ex-jogador de futebol americano Peyton Manning, e contou também com a cantora country Lainey Wilson, maior vencedora da premiarão de 2023. O evento foi transmitido ao vivo pela ABC, e disponibilizado para streaming na plataforma Hulu no dia seguinte.

## Antecedentes
Em 30 de setembro de 2024, a associação anunciou que cantora de música country Lainey Wilson se juntaria a dupla de apresentadores das cerimonias de 2022 e 2023, formada pelo cantor country Luke Bryan e o ex super astro da NFL Peyton Manning. A elegibilidade dos indicados ocorreu de 1º de julho de 2023 a 30 de junho de 2024. A votação final ao Prêmio CMA termina terça-feira, 29 de outubro de 2024.

## Controvérsia
Após a Country Music Association anunciar as indicações, em 9 de setembro de 2024, várias publicações e sites de música dos EUA e internacionais criticaram a decisão da cerimônia de não nomear Beyoncé e seu oitavo álbum de estúdio Cowboy Carter (2024), bem como o primeiro single deste, "Texas Hold 'Em", em suas respectivas categorias, apesar do impacto cultural e desempenho comercial para o gênero country gerado por todo o projeto. O evento foi acusado de conservadorismo e racismo contra artistas negros, referindo-se também à performance da cantora de sua canção "Daddy Lessons", com The Chicks, no CMAs 2016, em que a própria artista disse que não se sentia bem vinda pela cerimônia de premiação.
Aja Romano, do site Vox, escreveu que embora possa haver "razões logísticas" por trás do esnobação, "o CMA tem um padrão notável de apagar e marginalizar as mulheres negras", e que "Beyoncé está ativamente ciente dessa questão, [...] Não é de se estranhar que ela e seu álbum tenham se distanciado do mundo country desde o início; ela provavelmente sabia bem antes de todos nós que os CMAs nunca iriam deixá-la entrar". Destacando que a primeira mulher negra a ganhar um prêmio no CMAs foi Tracy Chapman pelo cover de "Fast Car" feito por Luke Combs em 2023, Larisha Paul da Rolling Stone escreveu que "parece menos com feitos honrosos e mais com indicadores vermelhos brilhantes dos setores da indústria mais resistentes às mudanças" e afirmou que "para começar, a instituição mal faz um esforço para reconhecer os artistas negros, então em algum momento as esnobações começam a ser registradas como esperadas e não surpreendentes".
O presidente da organização sem fins lucrativos de direitos civis dos EUA, Color of Change, Rashad Robinson, acusou a cerimônia de não reconhecer os músicos country afro-americanos e a história do gênero, afirmando: "Reconhecer Beyoncé nos CMAs forçaria todos a confrontar uma infinidade de verdades: as raízes da música country na música negra, o histórico de racismo na música country e a perspectiva de ter que abrir mão, não apenas de seu público branco, mas também da parte de seu público que não suporta ver a excelência negra ter sucesso neste país. Também os forçaria a confrontar o único enclave de cultura que usam como forma de escapar de terem de ver os negros: a sua música.
Em 17 de setembro, em entrevista à Variety, a nove vezes vencedora do prêmio CMA, a lenda da música country e colaboradora do Cowboy Carter, Dolly Parton, falou sobre a aparente esnobação a Beyoncé: "Ela é uma garota country no Texas e na Louisiana, então ela cresceu com essa base. Não foi como se ela tivesse aparecido do nada [...] Há tantos artistas country maravilhosos que, acho que provavelmente no campo da música country, eles provavelmente pensaram, bem, não podemos deixar de fora alguns deles que passam a vida inteira fazendo isso [...] acho que foi apenas mais o que as paradas country e os artistas country estavam fazendo, que fazem isso o tempo todo, não apenas um álbum especial.

## Apresentações
| Artista(s)                                                                                | Canção(ões) | Apresentado(s) por                      |
| ----------------------------------------------------------------------------------------- | --- | --------------------------------------- |
| Post Malone Chris Stapleton                                                               | "California Sober" | —                                       |
| Megan Moroney                                                                             | "Am I Okay?" | —                                       |
| Shaboozey                                                                                 | "Highway" "A Bar Song (Tipsy)" | Luke Bryan Lainey Wilson Peyton Manning |
| Ella Langley Riley Green                                                                  | "You Look Like You Love Me" | —                                       |
| Teddy Swims Thomas Rhett                                                                  | "Somethin' 'Bout a Woman" "Lose Control" | Lainey Wilson Peyton Manning            |
| Luke Combs                                                                                | "Ain't No Love in Oklahoma" | Luke Bryan Lainey Wilson Peyton Manning |
| Kelsea Ballerini Noah Kahan                                                               | "Cowboys Cry Too" | Lainey Wilson                           |
| Cody Johnson Carrie Underwood                                                             | "I'm Gonna Love You" | Luke Bryan Lainey Wilson Peyton Manning |
| Chris Stapleton                                                                           | "What Am I Gonna Do" | Luke Bryan                              |
| Kacey Musgraves                                                                           | "The Architect" | Peyton Manning                          |
| Brooks & Dunn Jelly Roll                                                                  | "Believe" | Luke Bryan Peyton Manning               |
| Post Malone                                                                               | "Yours" | Luke Bryan                              |
| Lainey Wilson                                                                             | "4x4xU" | Peyton Manning                          |
| Bailey Zimmerman                                                                          | "New to Country" | —                                       |
| Lainey Wilson Jamey Johnson Miranda Lambert Parker McCollum George Strait Chris Stapleton | Homenagem a George Strait: "Amarillo by Morning" (Wilson) "Give It Away" (ohnson) "Troubadour" (Johnson, Lambert, McCollum) "Honky Tonk Hall of Fame" (Strait, Stapleton) | —                                       |
| Ashley McBryde                                                                            | Tributo a Kris Kristofferson: "Help Me Make It Through the Night" | —                                       |
| Luke Bryan                                                                                | "Love You, Miss You, Mean It" | Lainey Wilson Peyton Manning            |
| Eric Church                                                                               | "Darkest Hour" | Luke Combs                              |
| Jelly Roll Keith Urban                                                                    | "Liar" | Luke Bryan Peyton Manning               |
| Dierks BentleyvMolly Tuttle Sierra Hull Bronwyn Keith-Hynes                               | "American Girl" | Lainey Wilson                           |

## Vencedores e indicados
Em 28 de agosto, a CMA anunciou que a lista de indicados seria divulgada na segunda-feira, 9 de setembro. Morgan Wallen lidera as indicações, com um total de 7.
| Artista do Ano (apresentado por Jeff Bridges) | Álbum do Ano (apresentado por Don Johnson e Katharine McPhee) |
| --- | --- |
| - Morgan Wallen - Luke Combs - Jelly Roll - Chris Stapleton - Lainey Wilson | - Leather — Cody Johnson - Deeper Well — Kacey Musgraves - Fathers & Sons — Luke Combs - Higher — Chris Stapleton - Whitsitt Chapel — Jelly Roll |
| Cantor do Ano (apresentado por Little Big Town e Freddie Freeman) | Cantora do Ano (apresentado por Simone Biles) |
| - Chris Stapleton - Luke Combs - Jelly Roll - Cody Johnson - Morgan Wallen | - Lainey Wilson - Kelsea Ballerini - Ashley McBryde - Megan Moroney - Kacey Musgraves |
| Grupo do Ano (apresentado por The Oak Ridge Boys) | Dupla do Ano (apresentado por Taylor Frankie Paul e Mitchell Tenpenny) |
| - Old Dominion - Lady A - Little Big Town - The Red Clay Strays - Zac Brown Band | - Brooks & Dunn - Brothers Osborne - Dan + Shay - Maddie & Tae - The War and Treaty |
| Single do Ano (apresentado por Billy Bob Thornton e Mark Collie) | Canção do Ano (apresentado por Carly Pearce, Jordan Davis e Daniel Sunjata) |
| - "White Horse" — Chris Stapleton - “A Bar Song (Tipsy)” — Shaboozey - “Dirt Cheap" — Cody Johnson - “I Had Some Help” — Post Malone com part. de Morgan Wallen - “Watermelon Moonshine” — Lainey Wilson     | - "White Horse" — Chris Stapleton e Dan Wilson - “Burn It Down” — Hillary Lindsey, Parker McCollum, Lori McKenna e Liz Rose - “Dirt Cheap — Josh Phillips - “I Had Some Help” — Louis Bell, Ashley Gorley, Charlie Handsome, Jonathan Hoskins, Austin Post, Ernest Keith Smith, Morgan Wallen e Chandler Paul Walters - “The Painter” — Benjy Davis, Kat Higgins e Ryan Larkins |
| Artista Revelação do Ano (apresentado por Clint Black e Caleb Pressley) | Músico do Ano |
| - Megan Moroney - Shaboozey - Nate Smith - Mitchell Tenpenny - Zach Top - Bailey Zimmerman | - Charlie Worsham (Guitarra) - Tom Bukovac (Guitarra) - Jenee Fleenor (Fiddle) - Paul Franklin (Pedal steel) - Rob McNelley (Guitarra) |
| Videoclipe do Ano | Evento Musical do Ano |
| - “Wildflowers and Wild Horses” — Lainey Wilson - “Dirt Cheap" — Cody Johnson - “I Had Some Help” — Post Malone com part. de Morgan Wallen - “I'm Not Pretty" — Megan Moroney - “The Painter” — Cody Johnson | - “You Look Like You Love Me” — Ella Langley com part. de Riley Green - "Cowboys Cry Too" — Kelsea Ballerini com Noah Kahan - “I Had Some Help” — Post Malone com part. de Morgan Wallen - “I Remember Everything” — Zach Bryan com part. de Kacey Musgraves - “Man Made a Bar” — Morgan Wallen com part. de Eric Church                                                        |
| Crown Royal "Que Merece Uma Coroa" (apresentado por Nate Smith) | Prêmio Willie Nelson de Conjunto da Obra (apresentado por Chris Stapleton) |
| CreatiVets | George Strait |